# 장산초등학교 장산동분교
장산초등학교 장산동분교는 대한민국 전라남도 신안군 장산면에 있었던 공립 초등학교이다.

## 연혁
- 1962년 8월 21일 장산동국민학교 설립 인가
- 1962년 9월 1일 장산동국민학교 개교
- 1963년 9월 1일 가사도국민학교 마진분교장, 저도분교장, 율도분교장 편입
- 1965년 12월 1일 장산국민학교 백야분교 편입
- 1990년 8월 1일 저도분교장 진도서국민학교 이관
- 1993년 3월 1일 장산동국민학교 백야분교장 폐교 및 장산국민학교 통폐합
- 1996년 3월 1일 장산동초등학교 개칭
- 1996년 3월 1일 장산동초등학교 율도분교장 폐교 및 장산초등학교 통폐합
- 1998년 3월 1일 장산초등학교로 편입
- 2008년 3월 1일 폐교 및 장산초등학교 통폐합